# Live ~Legend I, D, Z Apocalypse~
Albums de BABYMETAL
LIVE ~LEGEND 1999 & 1997 APOCALYPSE
(octobre 2014)
Albums par Babymetal
Babymetal
(26 février 2014)
Live ~Legend I, D, Z Apocalypse~ (graphié LIVE ~LEGEND I、D、Z APOCALYPSE~) est un DVD du groupe japonais BABYMETAL sorti le 19 octobre 2013.

## Détails
Le DVD sort au Japon sous le label Toy's Factory ; il atteint la 7e du classement hebdomadaires des ventes de DVD sur l'Oricon et reste classé pendant 36 semaines. Il a été publié en deux éditions à deux dates différentes : une édition limitée le 19 octobre 2013 sous format DVD Box et une édition régulière le 20 novembre à la même année sous format Blu-ray.
L'édition limitée est emballée dans une boîte spéciale et tant édition est publié avec un livret avec des photos live ; Les premières ventes comprenaient une poster spécial.
Le DVD dispose de trois séries concerts notées "I", "D", "Z" chacune donnée dans trois stades : au Shibuya O-EAST en octobre 2012, au Akasaka BLITZ en décembre 2012 et au Zepp Tokyo en février 2013.
Les lettres I, D et Z sont en fait les premières lettres du premier single major Ijime, Dame, Zettai sorti en janvier 2013.

## Personnel

### Interprètes
- Su-Metal - chant, danse
- MoaMetal - scream, danse
- YuiMetal - scream, danse

### Musiciens (groupes)
- Babybone
- Kitsune Gakudan

## Liste des titres
| 1.  | BABYMETAL DEATH                                                            | LEGEND “I” 2012/10/6 au Shibuya O-EAST                             |  |
| 2.  | Ii ne! (いいね！)                                                          | LEGEND “I” 2012/10/6 au Shibuya O-EAST                             |  |
| 3.  | Kimi to Anime ga Mitai ~Answer for Animation With You (君とアニメが見たい) | LEGEND “I” 2012/10/6 au Shibuya O-EAST                             |  |
| 4.  | U.ki.U.ki★Midnight (ウ・キ・ウ・キ★ミッドナイト)                           | LEGEND “I” 2012/10/6 au Shibuya O-EAST                             |  |
| 5.  | Onedari Daisakusen (おねだり大作戦)                                        | LEGEND “I” 2012/10/6 au Shibuya O-EAST                             |  |
| 6.  | Benitsuki - Akatsuki- (紅月-アカツキ-)                                     | LEGEND “I” 2012/10/6 au Shibuya O-EAST                             |  |
| 7.  | Do・Ki・Do・Ki☆MORNING (ド・キ・ド・キ☆モーニング)                         | LEGEND “I” 2012/10/6 au Shibuya O-EAST                             |  |
| 8.  | Headbanger!! -ENCORE- (ヘドバンギャー!!)                                   | LEGEND “I” 2012/10/6 au Shibuya O-EAST                             |  |
| 9.  | Ijime, Dame, Zettai -ENCORE- (イジメ、ダメ、ゼッタイ)                      | (LEGEND “I” 2012/10/6 au Shibuya O-EAST                            |  |
| 10. | BABYMETAL DEATH                                                            | LEGEND “D” SU-METAL Christmas Festival 2012/12/20 au Akasaka BLITZ |  |
| 11. | Kimi to Anime ga Mitai ~Answer for Animation With You (君とアニメが見たい) | LEGEND “D” SU-METAL Christmas Festival 2012/12/20 au Akasaka BLITZ |  |
| 12. | U.ki.U.ki★Midnight (ウ・キ・ウ・キ★ミッドナイト)                           | LEGEND “D” SU-METAL Christmas Festival 2012/12/20 au Akasaka BLITZ |  |
| 13. | White Love -Angel Of Death ver.-                                           | LEGEND “D” SU-METAL Christmas Festival 2012/12/20 au Akasaka BLITZ |  |
| 14. | Over The Future -Rising Force ver.-                                        | LEGEND “D” SU-METAL Christmas Festival 2012/12/20 au Akasaka BLITZ |  |
| 15. | Headbanger!! -Night of 15 mix- (ヘドバンギャー!!)                          | LEGEND “D” SU-METAL Christmas Festival 2012/12/20 au Akasaka BLITZ |  |
| 16. | Onedari Daisakusen (おねだり大作戦)                                        | LEGEND “D” SU-METAL Christmas Festival 2012/12/20 au Akasaka BLITZ |  |
| 17. | Do・Ki・Do・Ki☆MORNING (ド・キ・ド・キ☆モーニング)                         | LEGEND “D” SU-METAL Christmas Festival 2012/12/20 au Akasaka BLITZ |  |
| 18. | Ii ne! (いいね！)                                                          | LEGEND “D” SU-METAL Christmas Festival 2012/12/20 au Akasaka BLITZ |  |
| 19. | Ijime, Dame, Zettai (イジメ、ダメ、ゼッタイ)                               | LEGEND “D” SU-METAL Christmas Festival 2012/12/20 au Akasaka BLITZ |  |
| 20. | Headbanger!! -ENCORE- (ヘドバンギャー!!)                                   | LEGEND “D” SU-METAL Christmas Festival 2012/12/20 au Akasaka BLITZ |  |
| 21. | Tsubasa wo Kudasai -Hono ver.- -ENCORE- (翼をください -炎 ver.-)           | LEGEND “D” SU-METAL Christmas Festival 2012/12/20 au Akasaka BLITZ |  |
| 22. | Ijime, Dame, Zettai (イジメ、ダメ、ゼッタイ)                               | LEGEND “Z” 2013/2/1 au Zepp Tokyo                                  |  |
| 23. | Ii ne! (いいね！)                                                          | LEGEND “Z” 2013/2/1 au Zepp Tokyo                                  |  |
| 24. | Kimi to Anime ga Mitai ~Answer for Animation With You (君とアニメが見たい) | LEGEND “Z” 2013/2/1 au Zepp Tokyo                                  |  |
| 25. | Benitsuki - Akatsuki- (紅月-アカツキ-)                                     | LEGEND “Z” 2013/2/1 au Zepp Tokyo                                  |  |
| 26. | U.ki.U.ki★Midnight (ウ・キ・ウ・キ★ミッドナイト)                           | LEGEND “Z” 2013/2/1 au Zepp Tokyo                                  |  |
| 27. | Catch me if you can                                                        | LEGEND “Z” 2013/2/1 au Zepp Tokyo                                  |  |
| 28. | Do・Ki・Do・Ki☆MORNING (ド・キ・ド・キ☆モーニング)                         | LEGEND “Z” 2013/2/1 au Zepp Tokyo                                  |  |
| 29. | Headbanger!! -ENCORE- (ヘドバンギャー!!)                                   | LEGEND “Z” 2013/2/1 au Zepp Tokyo                                  |  |
| 30. | BABYMETAL DEATH -ENCORE-                                                   | LEGEND “Z” 2013/2/1 au Zepp Tokyo                                  |  |
| 31. | Ijime, Dame, Zettai -ENCORE- (イジメ、ダメ、ゼッタイ)                      | LEGEND “Z” 2013/2/1 au Zepp Tokyo                                  |  |